# 陳毅維
陳毅維（Chen Yi-Wei ，1987年3月27日—），臺灣足球運動員，職司中場或後衛，現效力台灣乙級足球聯賽高雄足球俱樂部。大學畢業於國立台灣體育學院，並於2011年加入台電足球隊，直到2020年末宣布高掛球鞋。2021年加盟高雄FC。

## 生平

### 學生時期
陳毅維生於1987年3月27日，高中就讀於高雄市中正高工並加入該校的足球校隊，後大學時就讀於國立台灣體育學院並也加入該校足球校隊。就讀台體期間由時任台體教練趙榮瑞引薦包括陳毅維在內與洪誌琦、陳柏良，三人同赴日本中京大學足球隊訓練兩週。

### 球員生涯

#### 台電足球隊
台體畢業後，自2011年加入台電足球隊，直到他在2020年從隊上退役。
陳毅維效力台電期間曾在2013賽季的全國男子城市足球聯賽中，6月15日在台北田徑場代表台電上場時下半場以梅開二度的兩球2：0擊敗當時的台中市龍隊。也曾於2011年亞足聯主席盃，台電足球隊遠征尼泊爾參加賽事，並且在比賽中表現突出，右路快速積極的進攻與快速的回防，幫助台電隊在主席盃的分組賽事一直位居領先地位。在最後一場面對地主隊的關鍵比賽中，下半場以一記右路突破後的傳中，幫助台電隊得到全場唯一的進球，搶下分組第一的龍頭寶座，幫助台電進入決賽。

#### 高雄足球俱樂部
陳毅維自台電隊退役後，他於2021年加入了台灣乙級足球聯賽高雄足球俱樂部，由於該球隊去年在聯賽落入降級區，在該賽季必須從資格賽出發，最後高雄足球俱樂部藉著陳毅維與同樣在2020年從台電隊退役的黃楷峻幫助下，成功從資格賽脫穎而出。

### 國家代表隊
陳毅維最早於2006年開始被徵召進入國家隊，代表中華台北男子足球代表隊出賽，一開始他在隊中擔任右後衛，後來因為勤勞奔跑的球風，邊後衛、邊路都能見到他的身影，2014年巴西世界盃資格賽在客場馬來西亞的比賽中作為右後衛先發上陣，第二回主場恰好是陳昌源首次代表台灣出賽，只要後者有接受徵召，他就會調整至左後衛位置出賽。
陳毅維在2015年9月8日與越南之世界盃亞洲區資格賽先發上陣，下半場傷停時間發生失誤導致中華隊1-2敗給越南，遭到網路大肆抨擊。10月9日友誼賽澳門的開場，陳毅維後場處理球發生嚴重失誤，導致地主台灣被澳門隊先馳得點，犯下低級失誤的陳毅維後來速速被換下 。
2019年10月15日，於2022年世界盃資格賽第2輪第3戰，中華隊雖以1:7不敵澳洲隊，但在上半場第22分鐘，陳毅維攻進本場中華台北隊唯一的一球，這也是他生涯國家隊第3顆。同時這也是自1981年後，中華台北隊在國際賽對澳洲的首度進球。

## 國家隊生涯統計
| 中華台北                 | 中華台北 | 中華台北 | 中華台北 |
| 年度                     | 出賽     | 進球     | 參考     |
| ------------------------ | -------- | -------- | -------- |
| 2006                     | 1        | 0        | [ 9 ]    |
| 2007                     | 1        | 0        | [ 9 ]    |
| 2008                     | 3        | 0        | [ 9 ]    |
| 2009                     | 4        | 0        | [ 9 ]    |
| 2010                     | 4        | 0        | [ 9 ]    |
| 2011                     | 4        | 0        | [ 9 ]    |
| 2012                     | 1        | 0        | [ 9 ]    |
| 2013                     | 4        | 0        | [ 9 ]    |
| 2014                     | 5        | 0        | [ 9 ]    |
| 2015                     | 6        | 0        | [ 9 ]    |
| 2016                     | 10       | 1        | [ 9 ]    |
| 2017                     | 8        | 0        | [ 9 ]    |
| 2018                     | 5        | 0        | [ 9 ]    |
| 2019                     | 4        | 1        | [ 9 ]    |
| 總計                     | 60       | 2        | [ 9 ]    |
| 最後更新於2019年11月14日 |          |          |          |

## 國家隊進球紀錄
| 進球紀錄 | 日期           | 地點                               | 對手   | 比分 | 賽果 | 比賽類型                                  |
| -------- | -------------- | ---------------------------------- | ------ | ---- | ---- | ----------------------------------------- |
| #        | 2016年6月30日  | 關島迪迪多關島足球協會國家訓練中心 |        | 4-0  | 8-1  | 2017年東亞盃第一輪                        |
| 1.       | 2016年10月11日 | 中華民國高雄市國家體育場           | 东帝汶 | 1-0  | 2-1  | 2019年亞洲盃資格賽附加賽                  |
| 2.       | 2019年10月15日 | 中華民國高雄市國家體育場           |        | 1-2  | 1-7  | 2022年國際足協世界盃外圍賽 – 亞洲區第二圈 |

## 榮譽
俱樂部
- 台灣企業甲級足球聯賽亞軍：2017年、2018年、2019年、2020年
- 全國城市足球聯賽冠軍：2011年、2012年、2014年、2015-16賽季
- 全國城市足球聯賽亞軍：2013年
- 亞足聯主席盃：2011年

## 外部連結
- 陳毅維 （页面存档备份，存于）在national-football-teams.com的球員資料